# Вилађо Фрасо (Козенца)
Вилађо Фрасо је насеље у Италији у округу Козенца, региону Калабрија.
Према процени из 2011. у насељу је живело 444 становника. Насеље се налази на надморској висини од 32 м.